# ソーシャル・イノベーション
ソーシャル・イノベーションとは、社会問題に対する革新的な解決法。既存の解決法より効果的・効率的かつ持続可能であり、創出される価値が社会全体にもたらされるもののことである。ソーシャルイノベーションを事業として起業すると社会起業家とよばれる。

## 概要
ソーシャル・イノベーションは日本語にすると社会変革となる。定義づけについては多々解釈があるが、「新しい社会的価値を創造するために必要とされる新しい社会的商品やサービスやその仕組みの開発、あるいは一般的な事業を活用して社会的課題に取り組む仕組みの開発である。 」という定義がある一方、「定義付けることは困難である」、「社会的ニーズ・課題への新規の解決策を創造し，実行するプロセス」、「持続可能な経済，環境，社会の反映をもたらす
新しいビジネスモデル，市場ベースのメカニズムの導入」など、定義はまちまちである。また、ソーシャル・イノベーションは社会起業家よりも広い範囲で定義されており、起業は定義に含まれていない。いずれの場合でも、社会を良い方向に変えることという定義は共通している。また、ソーシャルイノベーションの手段としてフューチャーセンターやハッカソンも注目されている。
また、ソーシャルイノベーションに近い概念として交流型イノベータが内閣府経済社会総合研究所が提言している。

## ソーシャル・イノベーションの教育と取り組み
教育においては、同志社大学がソーシャルイノベーションコース、慶應義塾大学が社会イノベータコースを設けたり、金沢工業大学 虎ノ門大学院がソーシャルイノベーションプログラムを設けたほか、長野県立大学がソーシャル・イノベーション創出センターを設けたほか, 摂南大学が2016年からソーシャルイノベーション副専攻課程をスタートさせている。その他に社会起業家育成とソーシャル・イノベーションを目的としたビジネススクール、社会起業大学の設立など教育環境は増えている。
また、東京都文京区ではソーシャル・イノベーションのプラットホームを設立している。

## ソーシャルイノベーションの概念の広がり
ソーシャルイノベーションの概念は従来、NPOなどの社会起業家の間で使われてきたが、最近はフューチャーセンター、ハッカソンなどソーシャルビジネスからはじまった企業でない企業の間からも使われてきている。
2016年3月24日開催のICCカンファレンス TOKYO 2016での「ソーシャル・イノベーションのインパクト創出」では、NPOに限らずIT企業やマーケティング会社など多様な企業が集まり、ソーシャルイノベーションへの関心の高さが注目された。